# Teodorico de Verona

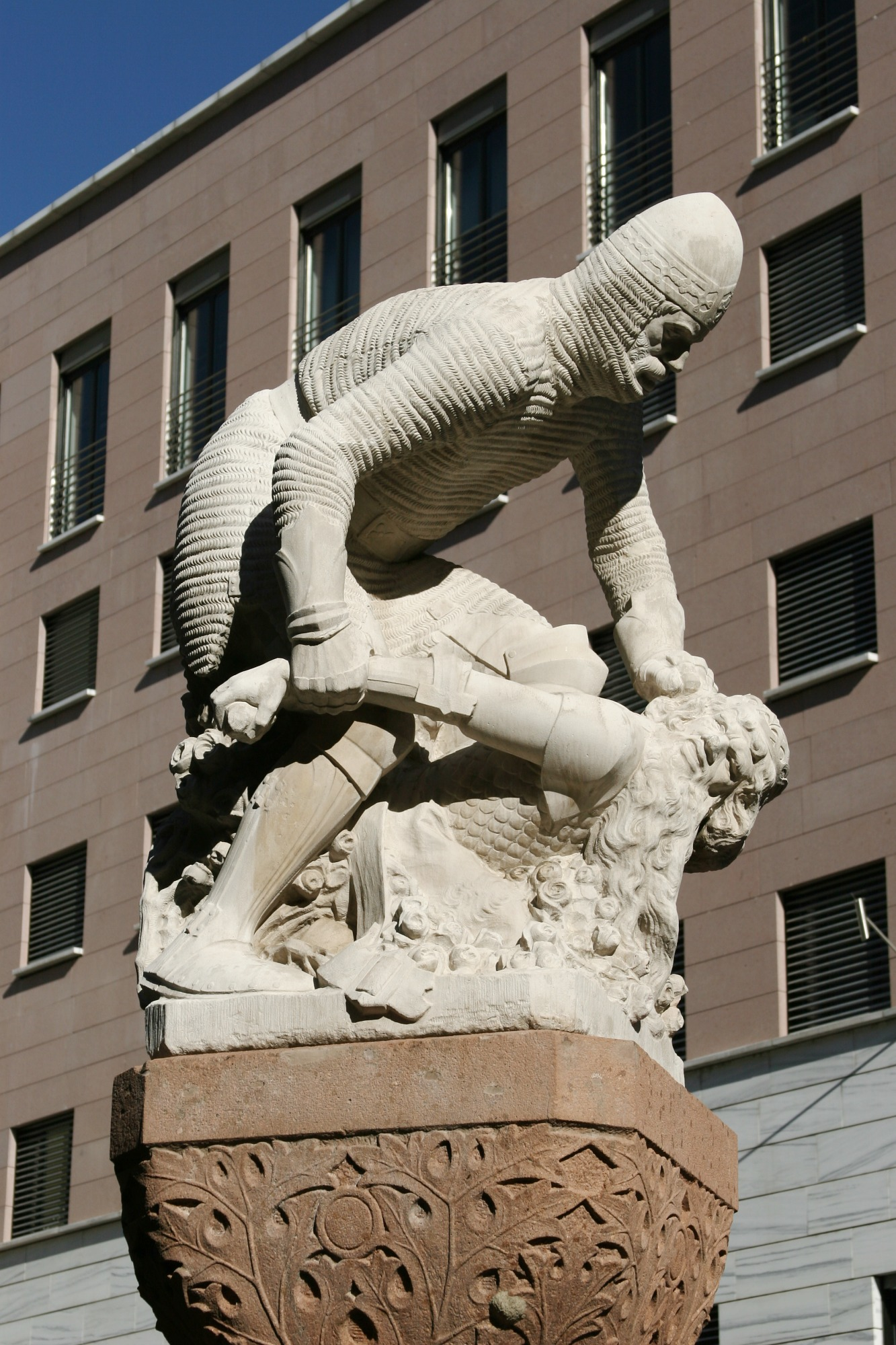
Estátua de Teodorico de Verona lutando contra o anão Laurino (Bolzano, Itália).

Teodorico de Verona (em alemão: Dietrich von Bern), é um dos personagens lendários mais importantes entre os povos germânicos da Idade Média. O personagem é associado e inspirado na figura histórica de Teodorico, o Grande (r. 474–526), rei dos ostrogodos.
O mais antigo testemunho relacionado a Teodorico como figura heroica lendária é a Canção de Hildebrando (Hildebrandslied), um poema datado do século IX em que o personagem do título é Hildebrando, o mais importante dos guerreiros de Teodorico. Este poema está relacionado, seguramente, a tradições transmitidas oralmente ainda mais antigas.
Ao longo da Idade Média foram produzidas várias obras com Teodorico como personagem principal ou secundário. Atualmente estão preservados vários poemas épicos e relatos em prosa sobre Teodorico, escritos em alto alemão médio, que contam vários episódios da vida do herói. Uma das mais importantes obras sobre Teodorico é a Saga de Thidrek (Þiðrekssaga ou Thidrekssaga), escrita em língua nórdica antiga no século XIII e centrada na figura do herói Thidrek (equivalente a Dietrich e Teodorico). É a única obra medieval que abarca toda a vida de Teodorico e não apenas alguns episódios heroicos.
Na Canção dos Nibelungos, poema épico alemão do século XIII, Teodorico aparece na segunda parte do poema, tentando mediar o conflito entre os burgúndios e os hunos na corte de Átila (r. 434–453). Teodorico é quem consegue aprisionar o rei burgúndio Gunter e o cavaleiro Hagen. Hildebrando, que aqui também é personagem, mata Cremilda no final. A tragédia termina com Teodorico e Átila lamentando-se pela morte de tantos heróis.